# OKFOL
OKFOL je eksploziv, koji se koristi u raznim aplikacijama. Posebno je pogodan za upotrebu u oblikovanim punjenjima. Obično se sastoji od 95% HMX flegmatizovanog sa 5% voska. Ima gustinu od 1,777 grama po kubnom centimetru, brzinu eksplozije od 8,670 metara u sekundi i TNT ekvivalent od 1,70.
Nekoliko ruskih protivtenkovskih vođenih raketa koristi OKFOL kao eksploziv (95% oktogen, 5% flegmatizator), npr. 9K113 Konkurs ili 9K111 Fagot. 

## Literatura
- A. V. Dubovik: Initiation by Impact of Mixtures of Okfol-3,5 with Aluminum. Russ. J. Phys. Chem. B 15, 696–701 (2021). doi:10.1134/S1990793121040151